# László Epstein

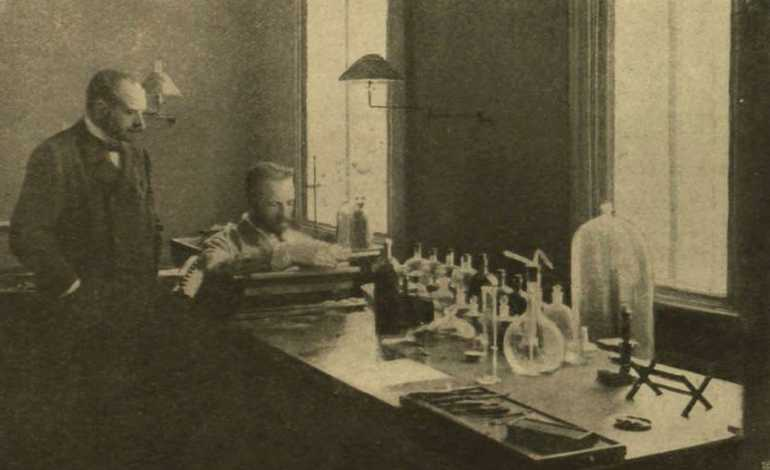
Le Dr László Epstein et son collègue le Dr Gusztav von Oláh dans leur laboratoire (1904)

László Epstein (1865-1923) est un psychiatre et neurologue hongrois, professeur d'université et membre du Conseil de santé publique et de médecine légale de Hongrie.

## Biographie
Epstein est le fils de Salamon (1825-1909) et de Zsuzsanna Wolf. En juin 1882, il obtient son diplôme avec distinction du lycée de Nagyszombat puis poursuit ses études à la Faculté de médecine de l'Université de Budapest et à l'Université de Vienne. Il est interne à l'hôpital Szent Rókus hôpital Szent Rókus (hu) lorsqu'il est nommé deuxième médecin à l'Institut psychiatrique et neurologique d'Angyalföld (hu) en juillet 1890, puis médecin-chef à partir de 1892. Il est nommé en 1900 au poste vacant de médecin-chef de l'Institut psychiatrique de Lipótmező. Il est par la suite directeur de l'hôpital psychiatrique d'État de Nagyszeben de 1905 à 1910 avant de diriger à partir de l'automne 1910 et jusqu'à sa mort l'Institut mental et neurologique d'Angyalföld. Il reçoit en mars 1915 le titre de professeur particulier dans le domaine de la psychologie pratique. Il est élu, sous la République des conseils de Hongrie, membre du Conseil national de la santé. 

Il traite dans ses travaux scientifiques principalement de la maladie mentale en Hongrie, ainsi que de la maladie mentale des émigrés. Récipiendaire de l'Ordre de la Croix rouge austro-hongroise (2eclasse avec ornements de guerre), il meurt d'une pneumonie en 1923 à l'âge de 58 ans.

## Travaux
- "L'aéthylène bromatum comme antiépileptique."  (Az aethylenum bromatum, mint antiepilepticum.), Gyógyászat, 1891, 48.
- "Sur plusieurs faisceaux anormaux de la moelle." (A nyúltvelőnek több rendellenes kötegéről.), Magyar Orvosi Archivum, 1892
- "Suppléments à la psychiatrie raciale." (Adalékok a fajpsychiatriához.), Gyógyászat, 1909, 39.
- "L'émigration outre-mer d'un point de vue psychiatrique." (A tengerentúli kivándorlás elmeorvosi szempontból.), Orvosi Hetilap, 1914, 12.

## Sources
- Ses données sont dans le catalogue du Musée littéraire Petőfi
- Pál Gulyás : Magyar írók élete és munkái – új sorozat I–XIX. Budapest: Magyar Könyvtárosok és Levéltárosok Egyesülete. 1939–1944. , 1990–2002, a VII. kötettől (1990–), János Viczián
- Révai nagy lexikona VI. kötet (Duc–Etele). Budapest, 1912.